# Dirección General de Consumo
La Dirección General de Consumo (DGC) de España es el órgano directivo del Ministerio de Derechos Sociales, Consumo y Agenda 2030, adscrito a la Secretaría General de Consumo y Juego, al que corresponde la propuesta de regulación, en el ámbito de las competencias estatales, que incida en la protección y la promoción de los derechos de los consumidores y usuarios, el establecimiento e impulso de procedimientos eficaces para la protección de los mismos, y, en su caso, la sanción que corresponda, la cooperación institucional interterritorial en la materia, el fomento de las asociaciones de consumidores y usuarios y el apoyo al Consejo de Consumidores y Usuarios.

## Historia
Las primeras políticas orientadas a la protección del consumo y de los consumidores aparecen en 1971 debido al rápido desarrollo de la economía interior del país en estos años, y para ello se crea el Consejo Nacional del Comercio Interior y de los Consumidores.
Sin embargo, el verdadero origen de este órgano directivo se encuentra en el decreto de 7 de noviembre de 1975 que crea la Dirección General de los Consumidores y Comercio de Productos Industriales y Servicios, cuyos objetivos principales eran la orientación y defensa de los consumidores, y competencias en materia de precios y márgenes comerciales y la defensa de la competencia. Al mismo tiempo se crea el Instituto Nacional del Consumo (INC) centrado en la defensa del consumidor.
Unos meses después, la dirección pasa a denominarse únicamente «de los Consumidores» y tiene competencias sobre la defensa del consumidor (que comparte con el INC), sobre la vigilancia del mercado interior y sobre la defensa de la competencia. En 1978 el órgano pasa a denominarse Dirección General del Consumo y de la Disciplina del Mercado y no es una reforma menor, pues las competencias sobre la defensa de los consumidores pasan a estar concentradas en el INC y la dirección general se queda con las competencias sobre defensa de la competencia y el buen funcionamiento del mercado.
En 1980 el Ministerio de Comercio se fusiona con el Ministerio de Economía dando lugar al Ministerio de Economía y Comercio, y tanto el INC como la dirección general se integran en éste y, esta última, se integra así mismo en la Dirección General de Comercio Interior, que pasa a denominarse Dirección General de Competencia y Consumo, centrándose principalmente en el control e inspección del comercio y en la defensa de la competencia.
Por primera vez, en 1981 las competencias sobre el consumo y los consumidores abandonan los ministerios económicos y pasan a depender del Ministerio de Sanidad, siendo asumidas por la Secretaría de Estado para el Consumo. Si bien en 1986 existe un órgano con una denominación orientada a la protección del consumidor, sus competencia se basan únicamente en materia de sanidad del consumo, mientras que las competencias propias de este órgano directivo se mantenían en el Instituto Nacional del Consumo y las relativas a la defensa de la competencia y del mercado interior pertenecían ahora el Ministerio de Economía.
Este órgano no se recuperará hasta 2002, cuando se crea la Dirección General de Consumo y Atención al Ciudadano, que se encargaba de la ordenación en materia de consumo y el desarrollo de las funciones relativas al buen funcionamiento del mercado para la protección del consumidor, y de la promoción y fomento de los derechos de los consumidores y usuarios y las funciones de información de los derechos que asisten a los ciudadanos como usuarios del sistema sanitario. A esta dirección se adscribe el INC.
La primera vez que adquirió la denominación actual fue en 2008, manteniendo las mismas funciones, y fue suprimida de nuevo el 30 de diciembre de 2011 por la entonces ministra Ana Mato debido a la necesidad de recortar gasto público por la crisis económica, asumiendo sus funciones la Secretaría General de Sanidad y Consumo. En 2014 el INC se fusionó con la Agencia Española de Seguridad Alimentaria y Nutrición dando lugar a la Agencia Española de Consumo, Seguridad Alimentaria y Nutrición.
La ministra Carmen Montón recuperó este órgano directivo en 2018 a partir de las funciones de la Agencia Española de Consumo, Seguridad Alimentaria y Nutrición, que fue transformada de nuevo en la Agencia Española de Seguridad Alimentaria y Nutrición. En 2020, con la creación del Ministerio de Consumo, la DGC se integró en la nueva Secretaría General de Consumo y Juego.

### Denominaciones
- Dirección General de los Consumidores y Comercio de Productos Industriales y Servicios (1975-1976)
- Dirección General de los Consumidores (1976-1978)
- Dirección General del Consumo y de la Disciplina del Mercado (1978-1980)
- Dirección General de Competencia y Consumo (1980-1981)
- Dirección General de Consumo y Atención al Ciudadano (2002-2008)
- Dirección General de Consumo (2008-2012; 2018-presente)

## Estructura y funciones
La Dirección General, de acuerdo con el artículo 7 del Real Decreto 2029/2024, de 27 de febrero, posee los siguientes órganos y funciones:
- La Subdirección General de Coordinación, Calidad y Cooperación en Consumo, a la que le corresponde proporcionar información sobre derechos del consumidor a todos aquellos agentes implicados en el consumo; la gestión de la Red de alerta de productos no alimenticios; las relaciones y el apoyo a los órganos nacionales competentes y a la Comisión Europea; la promoción y realización de estudios o encuestas en relación con el consumo; y el ejercicio como Oficina de enlace única a los efectos de los distintos Reglamentos europeos sobre consumidores y control de productos y mercados.
- La Subdirección General de Regulación y Derechos de las Personas Consumidoras, a la que le corresponde la ordenación y gestión del Sistema Arbitral de Consumo, así como la acreditación y comunicación a la Comisión Europea de las entidades de Resolución Alternativa de Litigios; la preparación de acciones judiciales en representación de los intereses colectivos de los consumidores; la elaboración de propuestas normativas en materia de bienes y servicios que faciliten y mejoren la protección de los consumidores; la coordinación de la política internacional y la representación de España en estosa suntos; la gestión del Centro Europeo del Consumidor en España; y la gestión y mantenimiento del Registro Estatal de empresas de intermediación financiera, incluyendo la instrucción y resolución de los procedimientos derivados de las infracciones relacionadas con el mismo.
- La Subdirección General de Inspección y Procedimiento Sancionador, a la que le corresponde la inspección e investigación en materia de consumo en el marco de las competencias estatales; así como la adopción de medidas provisionales y la petición de auxilio a cualquier órgano u organismo de carácter público o privado que permita la ejecución material de tales medidas. Asimismo, recaba información de interés para el procedimiento sancionador, instruye los procedimientos y se encarga del desarrollo y ejecución de políticas y acciones preventivas dirigidas a la sensibilización, información y difusión de buenas prácticas en materia de consumo.
- El Centro de Investigación y Control de la Calidad (CICC), al que le corresponde la realización de análisis, pruebas y ensayos a productos, tanto alimenticios como industriales, presentes en el mercado que puedan ponerse a disposición de los consumidores, con objeto de verificar la calidad, la seguridad y la veracidad de la información presentada en el etiquetado y de que dichos productos se adecuen a las diferentes reglamentaciones y normas que les sean aplicables. Además, el desarrollo de la labor de formación y asesoramiento del personal técnico para la investigación, puesta a punto y validación de métodos y ensayos eficaces de análisis.

### Organismos adscritos
- La Junta Arbitral Nacional de Consumo.

## Presupuesto
La Dirección General de Consumo tiene un presupuesto asignado de 17 559 780 € para el año 2023. De acuerdo con los Presupuestos Generales del Estado para 2023, la DGC participa en un único programa:
| N.º Programa                                         | Programa                                                              | Dotación     | Ref.   |
| ---------------------------------------------------- | --------------------------------------------------------------------- | ------------ | ------ |
| 492O                                                 | Protección y promoción de los derechos de los consumidores y usuarios | 17 559 780 € | [ 14 ] |
| Total presupuesto de la Dirección General de Consumo | Total presupuesto de la Dirección General de Consumo                  | 17 559 780 € |        |

## Directores generales
| Nombre                              | Inicio                   | Finalización            | Ref.   |
| ----------------------------------- | ------------------------ | ----------------------- | ------ |
| Enrique Fernández-Laguilhoat Rodero | 26 de noviembre de 1975  | 5 de abril de 1976      |        |
| Martín Fernández Palacio            | 5 de abril de 1976       | 27 de abril de 1977     |        |
| Julio Cisneros Palacios             | 4 de mayo de 1977        | 3 de noviembre de 1977  |        |
| José Guilló Fernández               | 3 de noviembre de 1977   | 19 de diciembre de 1981 |        |
| María Dolores Flores Cerdán         | 3 de agosto de 2002      | 26 de julio de 2003     |        |
| Pilar Fabregat Romero               | 13 de septiembre de 2003 | 1 de mayo de 2004       |        |
| Ángeles María Heras Caballero       | 1 de mayo de 2004        | 29 de abril de 2008     |        |
| Etelvina Andreu Sánchez             | 29 de abril de 2008      | 4 de enero de 2012      |        |
| Nelson Castro Gil                   | 23 de octubre de 2018    | 30 de enero de 2020     | [ 15 ] |
| Bibiana Medialdea García            | 30 de enero de 2020      | 29 de noviembre de 2023 | [ 16 ] |
| Daniel Arribas González             | 8 de diciembre de 2023   |                         | [ 17 ] |